# Port de Munalaiu
Le port de Munalaiu (estonien : Munalaiu sadam, code EE MUN  est un port à Pärnu en Estonie.

## Présentation
Le port de Munalaiu est un port d'où partent les bateaux de croisière de la compagnie Kihnu Veeteede vers Kihnu, Ruhnu et Manija.

## Galerie

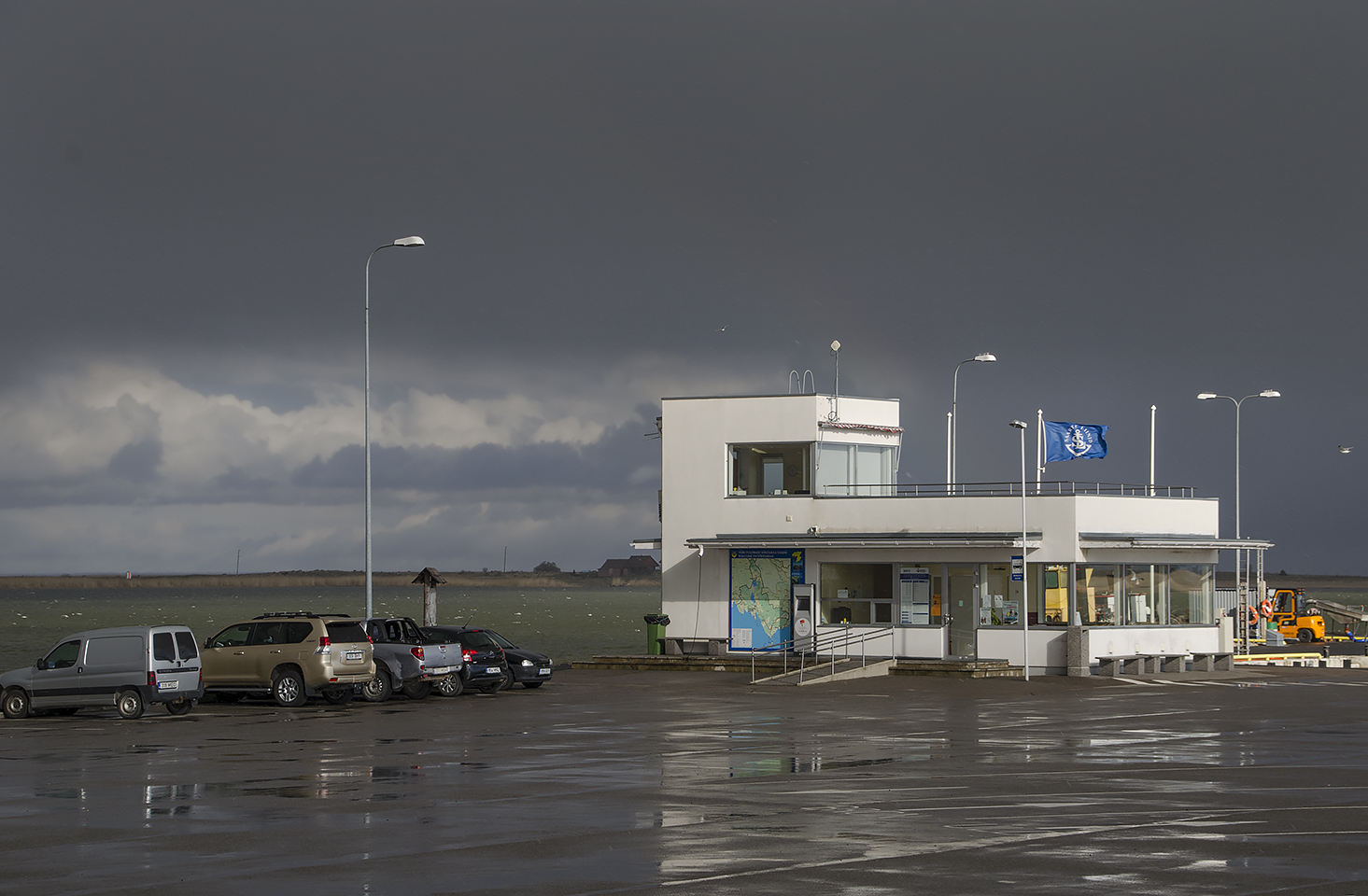
Sadamahoone 2014. aastal
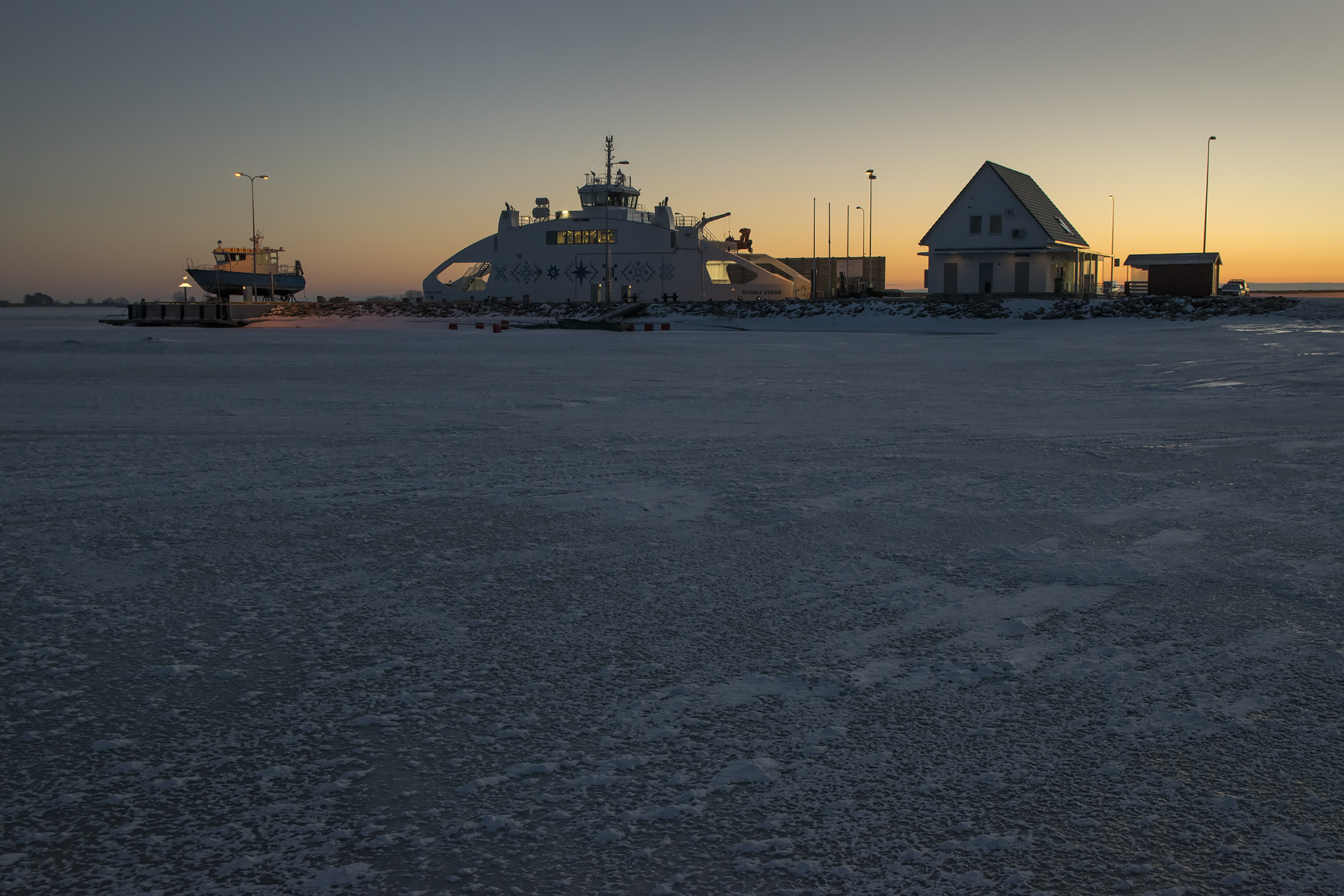
Vaade sadamale talvel
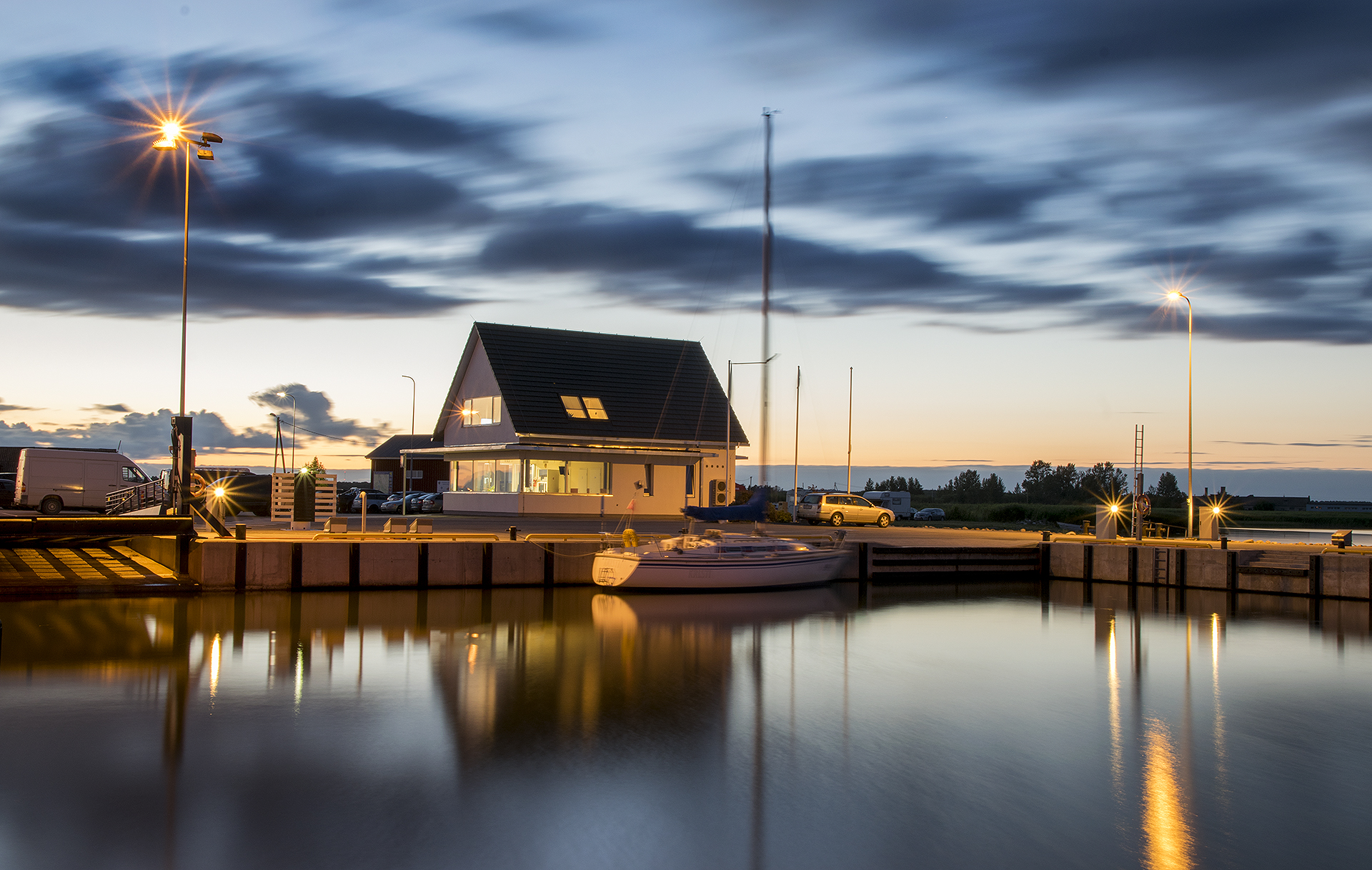
Munalaiu sadam 2017. aastal
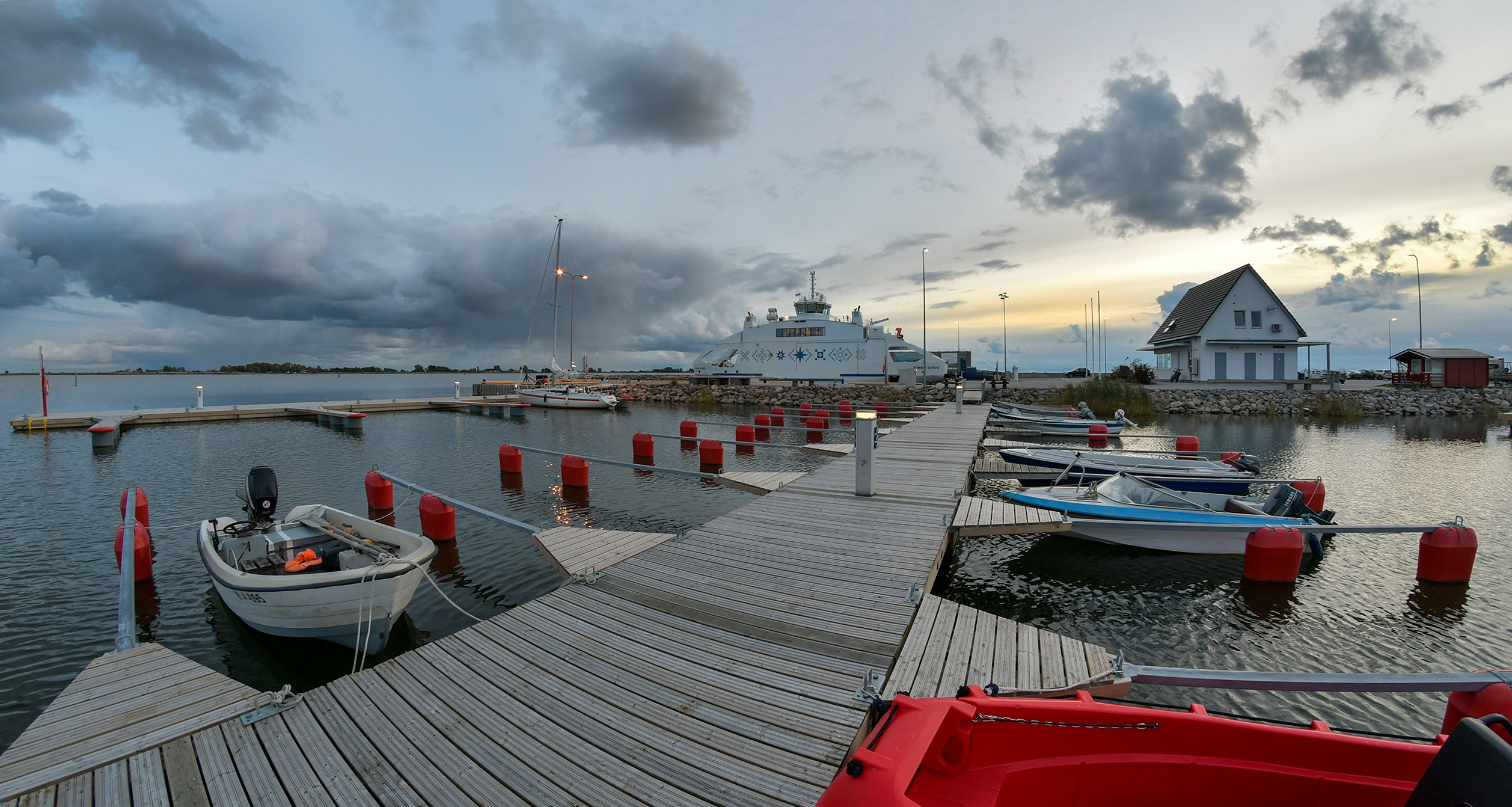
Munalaiu sadam 2019. aastal